# Der Pojaz
Der Pojaz ist der letzte Roman des Schriftstellers und Publizisten Karl Emil Franzos (des Wiederentdeckers von Georg Büchner). Er wurde etwa 1893 beendet und erschien zunächst in Fortsetzungen im Berliner Tageblatt. Franzos’ Witwe gab den Roman 1905 postum heraus. Es handelt sich um einen Entwicklungsroman, in dem ein galizischer Junge Schauspieler werden möchte.

## Inhalt
Satirisch wird die Entwicklung eines intelligenten, verträumten und spottlustigen Jungen namens Sender (= Alexander) Glatteis beschrieben. Senders Eltern sterben kurz nach seiner Geburt (sein Vater war ein Schnorrer). Deshalb wächst Sender bei Rosel Kurländer in einem fiktiven galizischen Dorf namens Barnow auf, ohne zu wissen, dass sie nicht seine Mutter ist. Sender hat die – offenbar von seinem Vater geerbte – Begabung, Geschichten zu erzählen und Menschen nachzuahmen; deswegen erhält er im Dorf den Spitznamen „Pojaz“ (von „Bajazzo“).
Sender sperrt sich gegen ostjüdische Ausbildung und Traditionen. Er will Schauspieler werden, wozu er notwendigerweise Deutsch lernen müsste. Die nötigen Sprachkenntnisse eignet er sich auf verschiedenen Wegen an (von einem strafversetzten k.k. Soldaten, einem Mönch in einem Kloster, bei der Arbeit beim Schreiber des Dorfes), obwohl es gesellschaftlich verpönt ist, die deutsche Bildungssprache zu beherrschen (weil die Rabbiner Deutsch – und die dahinterstehende moderne Alltagskultur der Metropolen und der entwickelteren Gegenden Österreich-Ungarns – als eine Gefahr für den orthodoxen Glauben betrachten).
Sender lernt schließlich Adolf Nadler kennen, einen Theaterdirektor, der – nachdem er Senders außerordentliche schauspielerische Begabung erkannt hat – ihn nicht nur mit Literatur versorgt (besonders erwähnt werden im Roman Schillers Die Räuber und Lessings Nathan der Weise), sondern ihn auch einlädt, sich seinem Theater anzuschließen. Sender braucht aus gesundheitlichen Gründen keinen Wehrdienst zu leisten. Er verlässt das Dorf, weil ein Heiratsvermittler für ihn nach vielen (von Sender vereitelten) Versuchen doch noch eine Verlobte gefunden hat. Er schneidet seine Haare und legt die traditionellen Kleider ab – er wird zu einem „Deutsch“, einem Westjuden. Eine Rückkehr ins Dorf scheint nicht mehr möglich; doch als Sender durch einen Sturm aufgehalten wird, kehrt er krank ins Dorf zurück, wo er, nach der glücklichen Lösung aller Konflikte, stirbt.

## Ausgaben
- Der Pojaz. Eine Geschichte aus dem Osten. Cotta, Stuttgart/Berlin 1905 (Digitalisat der 6.–8. Auflage von 1907 im Internet Archive)
- Der Pojaz. Eine Geschichte aus dem Osten. Mit einem Nachwort von Jost Hermand. Athenäum, Königstein 1979, ISBN 3-7610-8070-0
- Der Pojaz. Eine Geschichte aus dem Osten. Rotbuch, Berlin 2005, ISBN 978-3-434-54526-2
- Der Pojaz. Eine Geschichte aus dem Osten. Neuausgabe. Herausgegeben und mit einem Nachwort versehen von Petra Morsbach. Verlag Sankt Michaelsbund, München 2010, ISBN 978-3-939905-59-2
- Der Pojaz. Gekürzte Lesung mit Siegfried W. Kernen. Der Audio Verlag, Berlin 2021, ISBN 978-3-7424-1770-1